# Campyloneurum tenuipes
Campyloneurum tenuipes är en stensöteväxtart som beskrevs av William Ralph Maxon. Campyloneurum tenuipes ingår i släktet Campyloneurum och familjen Polypodiaceae. Inga underarter finns listade.